# Простатични стент
Простатични стент је хипоалергени метални импантант који се користи за одржавање отворене мушке мокраћне цеви (уретре) и омогућавања мокрења у случајевима опструкције простате и других симптома доњег уринарног тракта.  Његовом уградњом избегавају се нежељени ефекати великих операција и уклањају нелагодности изазване дуготрајном употребом мокраћних катетера, (као софистициранија замена), при чему се чува акт мокрења.

## Опште информације
Опструкција простате  је уобичајено стање изазвано различитим узроцима. Иако је бенигна хиперплазија простате (БХП)  најчешћи узрок опструкције просттате,  опструкција се такође може јавити и код акутних стања након лечења БХП, као што су:
- трансуретрална аблација простате (ТУАП),
- трансуретрална ресекција простате (ТУРП),
- трансуретрална микроталасна термотерапија (ТУМТ),
- рак простате,
- након терапије зрачењем.

Стент може остати у телу до две године или више пре него што га треба поново заменити.

### Предности
Предвиђена преднсот методе је побољшање вољни одлива и праћење мокрења (снаге и запремине) и њена ефикасност убрзо након процедуре.
Минимално инвазивна природа овог стента чини га разумним избором за старије особе, здравствено слабе пацијенте који узимају антикоагулантне лекове или оне који пате од деменције (које су у опасности да себи нанесу озбиљне повреде и бол насилним уклањањем катетера).
Овај стент се може поставити за мање од 15 минута на начин сличног постављања Фолијевог катетера.

### Недостаци
Потенцијални ризици и нежељени ефекти употребе простатичног стента могу бити;
- појава крви у мокраћи неколико дана након уградње стента која би требало да се смири.

- задржавања урина, односно отежано мокрење,

- уринарна инконтиненција (која може захтевати да се стент поново позиционира)

- уринарна инфекција (жарење или пецкање током мокрења).

## Врсте простатичних стентова
Постоје две врсте простатичних стентова: привремени и трајни (који се не може сматрати медицинским третманом, већ хируршким захватом, који није технички компликован).     

### Привремени простатични стент
Постављање привременог простатичног стента уз помоћу цистоскопа је мање компликованија метода и њом се може сзент пласирати на сличан начин као Фолијев катетер и захтева само локалну анестезију. 
Привремени простатични стент се генерално користи да помогне пацијентима да одрже адекватан проток урина након било које медицинске процедуре која може довести до отицања простате: на пример брахитерапија, криотерапија , трансуретрална термотерапија са микроталасима, трансуретрална ресекција простате. Такође се може користити као алат за диференцијалну дијагнозу, јер је изузетно ефикасан у разликовању лоше функције бешике од опструкције простате. 

### Трајни простатични стент
Постављање трајног простатичног стента се обично изводи као амбулантна метода лечење под локалном или спиналном анестезијом и обично не траје више од 15 до 30 минута. Стални стентови су често метална мрежица која се убацују у мушку уретру. Ова мрежица је дизајнирана тако да се радијално шири, и делује лаганим и сталним притиском неопходним да задржи оне делове уретре који ометају проток урина. Дизајн ћелија стента омогућава да стент постане скоро уграђен у уретру, чиме се минимизира ризик од инкрустација и дислокације самог стента.
Трајни простатстентови се користе за:
- ублажавање проблема повезаних са опструкцијом мокраће која је последица бенигне хиперплазије простате,
- рекурентне булбарне стриктуре уретре,
- дисинергије спољашњег детрузорског сфинктера.

Главни разлог за уклањање трајног стента је погоршање симптома, чак и када је уређај постављен. Други разлози за уклањање укључују дислокацију, задржавање угрушка, хематурију и акутно задржавање урина. 
Обично се трајни стентови користе само за мушкарце који не желе или не могу да узимају лекове или који не желе да се подвргну операцији. Већина лекара не сматра да је трајни стент валидан дугорочни третман за већину пацијената.

### Никл - титан стент
Никл - титан стентови који су доступни у Европи и другим земљама света, сврставају се у средњу групу стентова између привремених и трајних стентова. Легуре никл-титанијума (Ни-Ти) се широко користе за производњу самопроширивих уређаја, као што су периферни стентови. То је због супереластичног понашања на телесној температури, што им омогућава да издрже значајне деформације (до 10%), што је повезано са променом између две чврсте фазе у решетки, односно аустенита, који је присутан при малим деформацијама, и једноваријантног мартензита присутног при високим напрезањима.
Иако оови стентови начелно могу остати на месту неколико година  ипак се лако уклањају. Разлог за ову карактеристику је што никл-титанијум постаје веома мекан и нежан када се охлади хладном водом.